# 세동맥
세동맥(arteriole), 또는 소동맥, 작은동맥은 동맥에서 갈라진 후 모세혈관으로 이어지는, 미세순환을 이루는 작은 직경의 혈관이다.
세동맥은 혈관평활근 벽(일반적으로 평활근 세포의 1~2개 층으로 이루어짐)을 가지고 있으며 혈관저항을 형성하는 주요 부위이다. 혈압과 혈류 속도는 세동맥이 모세혈관으로 바뀔 때 가장 크게 변한다.

## 구조

### 미세해부학
건강한 혈관계에서 혈관내피는 동맥, 세동맥, 정맥, 세정맥, 모세혈관, 심장을 포함하여 모든 혈액이 접촉하는 곳의 표면을 형성한다. 이 건강한 상태는 내피에서 일산화 질소(NO)가 충분히 생산되어야 유지되며, 일산화 질소 생산은 폴리페놀, 다양한 산화질소 합성효소, L- 아르기닌의 복잡한 균형에 의해 조절되는 생화학적 반응을 필요로 한다. 또한 내피세포와 혈관평활근 사이의 간극연접을 통해서는 직접적인 전기적, 화학적 통신이 존재한다.

## 생리학

### 혈압
신체에 혈액을 공급하는 동맥의 혈압은 때때로 총말초저항(total peripheral resistance)이라고도 하는 혈관저항(vascular resistance)을 뚫고 심박출량(심장에 의해 펌프질되는 혈액의 양)을 펌프질하는 데 필요한 일의 결과이다. 혈관중간막 대 내강 직경 비율의 증가가 고혈압 상태의 세동맥(세동맥경화증)에서 관찰된다. 이는 혈관벽이 두꺼워지고 내강의 직경은 감소하기 때문이다.
동맥 혈압의 변동은 심박출량이 박동하기 때문에 생기며, 일회박출량과 주요 동맥의 부피, 탄성의 상호작용에 의해 결정된다.
베르누이 방정식에 따라 모세혈관의 혈류 속도가 감소하면 혈압이 증가한다. 이런 혈류 속도의 감소와 모세혈관 외부의 더 낮은 삼투압으로 인해 가스와 영양소가 혈액에서 세포로 이동하게 된다. 혈액이 모세혈관을 떠나 세정맥으로 들어갈 때는 정반대의 과정이 발생한다. 세동맥은 자율신경계의 신경지배를 받고 직경을 조절하기 위해 다양한 순환 호르몬에 반응한다. 망막의 혈관은 기능적 교감 신경 분포가 부족하다.

### 신장
신장, 이산화 탄소, pH, 산소에 대한 추가적인 국소 반응도 세동맥 긴장도에 영향을 미친다. 일반적으로 노르에피네프린과 에피네프린(교감신경과 부신속질에서 생성되는 호르몬)은 알파1 아드레날린 수용체에 붙어 혈관 수축 작용을 한다. 그러나 골격근, 심근, 폐순환의 세동맥은 베타 아드레날린 수용체에 작용할 때 이러한 호르몬에 반응하여 혈관 확장을 일으킨다. 일반적으로 신장과 높은 산소 농도는 혈관의 긴장도를 높이고 이산화 탄소와 낮은 pH는 혈관 확장을 촉진한다. 폐동맥은 높은 산소에 반응하여 혈관을 확장하므로 주목할 만한 예외이다. 뇌의 세동맥은 pH에 특히 민감하여 pH가 감소하면 혈관 확장이 잘 촉진된다. 안지오텐신 2(혈관 수축), 엔도텔린(혈관 수축), 브래디키닌(혈관 확장), 심방 나트륨이뇨 펩티드(혈관 확장), 프로스타사이클린(혈관 확장)과 같은 많은 호르몬이 세동맥 긴장도에 영향을 미친다.

## 임상적 중요성
세동맥 직경은 나이가 들수록, 또는 대기 오염에 노출되면서 감소한다.

### 질병

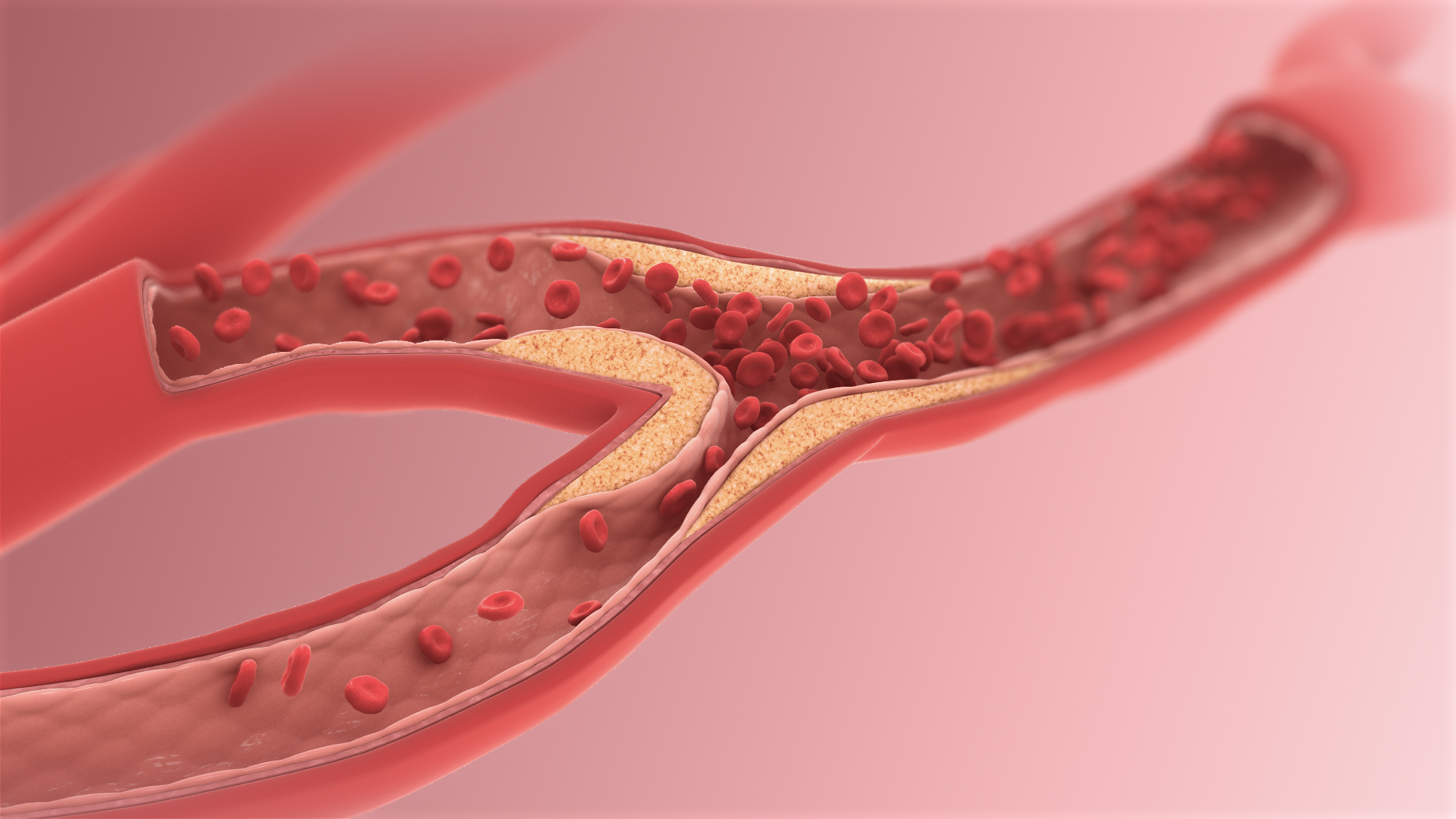
세동맥의 직경 감소.

협착과 같이 혈류를 제한하는 모든 병리 상황은 총말초저항을 증가시키고 고혈압을 유발할 것이다.

#### 세동맥경화증
세동맥경화증은 특히 세동맥 벽이 딱딱해질 때 사용하는 용어이다. 원인은 노화, 고혈압, 혹은 죽상동맥경화증과 같은 병리적 상태로 인해 피브리노겐이 탄성을 덜 만드는 경우 등이 있다.

### 약물
세동맥의 근육 수축은 혈압을 낮추는 약물(항고혈압제)의 표적이 된다. 예를 들어 다이하드로피리딘(니페디핀, 니카르디핀)은 세동맥의 근육층에서 칼슘 통로를 차단하여 근육 이완을 유발한다.
항고혈압제가 작용하면 말초 혈관계의 혈류 저항을 감소시켜 전반적인 전신 혈압을 낮춘다.

## 후세동맥
후세동맥은 모세혈관 순환을 우회하는 세동맥이다.

## 같이 보기
- 세정맥